# 国家自然科学奖
国家自然科学奖是中华人民共和国的国家科学技术奖励之一。获奖成果由国务院批准、授予。
国家自然科学奖授予在数学、物理学、化学、天文学、地球科学、生命科学等基础研究和信息、材料、工程技术等领域的应用基础研究中，阐明自然现象、特征和规律、做出重大科学发现的中国公民。国家自然科学奖不授予组织。
國家自然科學獎設一、二等兩個獎勵等級。在2000年前，國家自然科學一等獎是中国自然科学领域的最高奖。2000年设立国家最高科学技术奖。

## 國家自然科學一等獎
国家自然科学奖一等奖历年获奖项目 （公开部分）：
- 1956年（当时称为中国科学院科学奖金）[3]

1. 典型域上的多元复变数函数论-（华罗庚（中国科学院数学研究所））
2. 示性类及示嵌类的研究-（吴文俊（中国科学院数学研究所））
3. 工程控制论-（钱学森（中国科学院力学研究所））

1982年起正式称为国家自然科学奖一等奖
- 1982年

1. 人工全合成牛胰岛素研究-（钮经义、龚岳亭、邹承鲁、杜雨苍（中国科学院上海生物化学研究所），季爱雪、邢其毅（北京大学），汪猷、徐杰诚（中国科学院上海有机化学研究所））
2. 大庆油田发现过程中的地球科学工作-（李四光、黄汲清、谢家荣、韩景行、朱大绶、吕华、王懋基、朱夏、关士聪等（地质部），张文昭、杨继良、钟其权、翁文波、余伯良、邱中健、田在艺、胡韩元、赵声振、李德生等（石油部），张文佑、侯德封、顾功叙、顾知微（中国科学院））
3. 配位场理论研究-（唐敖庆（吉林大学）及其研究集体：孙家钟（吉林大学）、邓从豪（山东大学）、张乾二（厦门大学）、江元生（吉林大学）、鄢国森（四川大学）、戴树珊（云南大学）、刘若庄（北京师范大学）、赵景愚（中国科学院长春光学与精密机械研究所）、古正（四川大学）、李伯符（吉林大学））
4. 反西格马负超子的发现-（王淦昌、丁大钊、王祝翔（中国科学院原子能研究所））
5. 中国地质图类及亚洲地质图-（王晓青、楚旭春、黄汲清、郭文魁、程裕淇、王曰伦（地质部地质研究所），王绍伟（地质部情报研究所）、李廷栋、耿树方、李春昱（地质部地质研究所），王鸿祯（武汉地质研究所），张宗祜（地质部水文地质与工程地质研究所））
6. 哥德巴赫猜想研究-（陈景润、王元（中国科学院数学研究所），潘承洞（山东大学））
7. 《中国科学技术史》-（李约瑟等（英国剑桥大学李约瑟研究所））
8. 原子弹氢弹设计原理中的物理力学数学理论问题（彭桓武、邓稼先、周光召、于敏、周毓麟、黄祖洽、秦元勋、江泽培、何桂莲）[5][6][7]

- 1987年

1. 青藏高原隆起及其对自然环境与人类活动影响的综合研究-（刘东生、施雅风、孙鸿烈、郑度、常承法、吴征镒、尹集祥、文世宣、李吉均、张经炜、李文华、佟伟、高以信、程鸿、杨逸畴、黄复生、温景春、冯祚建、周云生、黄文秀、高登义、陈传友、韩裕丰、李炳元、章铭陶、武素功、王金亭、倪祖彬、关志华、张祖荣、滕吉文、郑喜玉、路季梅、邓万明、张谊光、谢自楚、宁学寒、王连城、邵启全（中国科学院自然资源综合考察委员会、中国科学院地理研究所、中国科学院地质研究所、中国科学院植物研究所、中国科学院兰州冰川冻土研究所、北京大学等））
2. 微分动力系统稳定性研究-（廖山涛（北京大学））
3. 东亚大气环流-（叶笃正、陶诗言、朱抱真、陈隆勋（中国科学院大气物理研究所））
4. 分子轨道图形理论方法及其应用-（唐敖庆、江元生（吉林大学））
5. 酵母丙氨酸转移核糖核酸的人工全合成-（王德宝、汪恩璧、汪猷、郑可沁、朱莹书、陈海宝、陈慎、裘慕绥、梁镇和、申庆祥、杨再定、胡美浩、王贵海、吴仁龙、余允华、陆蕴华、陈常庆（中国科学院上海生物化学研究所、中国科学院上海细胞生物学研究所、中国科学院上海有机化学研究所、中国科学院生物物理研究所、北京大学））
6. 蛋白质功能基团的修饰及其生物活性之间的定量关系-（邹承鲁、许根俊、孙玉琨、杜雨苍、赵康源、周海梦（中国科学院生物物理研究所、中国科学院上海生物化学研究所））
7. 中国高等植物图鉴及中国高等植物科属检索表-（王文采、汤彦承及其研究集体（中国科学院植物研究所））
8. 中国古代建筑理论及文物建筑保护的研究-（梁思成、林徽因、莫宗江、徐伯安、楼庆西、郭黛娅（清华大学））
9. 五次对称性及Ti－Ni准晶相的发现与研究-（郭可信、叶恒强、李斗星、张泽、王大能（中国科学院金属研究所））
10. 中国层控矿床地球化学-（涂光炽、王秀璋、陈先沛、张宝贵、杨蔚华、程家平、樊文苓、赵振华、喻茨玫（中国科学院地球化学研究所））
11. 关于不相交STEINER三元系大集的研究-（陆家羲（内蒙古包头市第九中学））

- 1989年

1. 液氮温区氧化物超导体的发现-（赵忠贤、杨国桢、陈立泉、杨乾声、黄玉珍及其研究集体（中国科学院物理研究所））
2. 基于时序逻辑的软件工程环境的理论与设计-（唐稚松（中国科学院软件研究所））

- 1991年 （空缺）
- 1993年  中国蕨类植物科属的系统排列和历史来源-（秦仁昌（中国科学院植物研究所））
- 1995年（空缺）
- 1997年  哈密尔顿系统的辛几何算法-（冯康等（中国科学院计算数学与科学工程计算研究所））

1999年进行了科学技术奖励制度改革。
- 1999年、2000年、2001年（空缺）
- 2002年[8]  有机分子簇集和自由基化学的研究-（蒋锡夔、计国桢、张劲涛、范伟强、史济良等（中国科学院上海有机化学研究所））
- 2003年[9] 澄江动物群与寒武纪大爆发-（陈均远（中国科学院南京地质古生物研究所），侯先光（云南大学），舒德干（西北大学））
- 2004年（空缺）
- 2005年（空缺）
- 2006年[10]

1. 介电体超晶格材料的设计、制备、性能和应用-（闵乃本、朱永元、祝世宁、陆亚林、陆延青（南京大学））
2. 金属配合物中多重键的反应性研究-（支志明（香港大学））

- 2007年、2008年 （空缺）
- 2009年[11] 《中国植物志》-（钱崇澍（中国科学院植物所）、陈焕镛（中国科学院华南植物园）、吴征镒（中国科学院昆明植物所）、王文采（中国科学院植物所）、李锡文（中国科学院昆明植物所）、胡启明（中国科学院华南植物园）、陈艺林（中国科学院植物所）、陈心启（中国科学院植物所）、崔鸿宾（中国科学院植物所）、张宏达（中山大学）等）
- 2010年、2011年、2012年（空缺）
- 2013年[12] 40K以上铁基高温超导体的发现及若干基本物理性质研究-（赵忠贤（中国科学院物理研究所），陈仙辉（中国科学技术大学），王楠林（中国科学院物理研究所），闻海虎（中国科学院物理研究所），方忠（中国科学院物理研究所））
- 2014年[13]  网络计算的模式及基础理论研究项目-（张尧学（清华大学）、周悦芝（清华大学）、林闯（清华大学）、任丰原（清华大学）、王国军（中南大学））（引发很大争议）[14]
- 2015年[15]  多光子纠缠及干涉度量-（潘建伟、彭承志、陈宇翱、陆朝阳、陈增兵（中国科学技术大学））
- 2016年[16] “大亚湾反应堆中微子实验发现的中微子振荡新模式”-王贻芳、曹 峻、杨长根、衡月昆、李小男（中国科学院高能物理研究所）
- 2017年[17]

1. 水稻高产优质性状形成的分子机理及品种设计－（李家洋（中国科学院遗传与发育生物学研究所），韩斌（中国科学院上海生命科学研究院），钱前（中国水稻研究所），王永红（中国科学院遗传与发育生物学研究所），黄学辉（中国科学院上海生命科学研究院））
2. 聚集诱导发光－（唐本忠（香港科技大学），秦安军（浙江大学），董宇平（北京理工大学），李振（香港科技大学），孙景志（浙江大学））

- 2020年[18]

1. 有序介孔高分子和碳材料的创制和应用-（趙東元、李伟、邓勇辉、张凡（復旦大學））
2. “纳米限域催化”-大连化物所包信和、潘秀莲、傅强、邓德会

## 国家自然科学奖二等奖
获奖者如下：